# Geolycosa natalensis
Geolycosa natalensis är en spindelart som beskrevs av Roewer 1960. Geolycosa natalensis ingår i släktet Geolycosa och familjen vargspindlar. Inga underarter finns listade i Catalogue of Life.